# 謝爾曼鎮區 (堪薩斯州埃爾斯沃思縣)
謝爾曼鎮區（英語：Sherman Township）為美國堪薩斯州埃爾斯沃思縣轄下的鎮區。2010年美国人口普查中此鎮區人口有60人。

## 地理
謝爾曼鎮區涵蓋總面積為94.4平方（36.43平方英里），其中陸地面積為94.1平方（36.35平方英里），水域面積為0.21平方（0.08平方英里）或0.22%。海拔高度530（1,740英尺）。

## 人口統計
根據2010年美國人口普查，謝爾曼鎮區人口有60人，其中男性有29人，女性有31人，人口密度為每平方公里0.64人，住房計39戶。鎮區內的白人有60人，非裔美國人有0人，美洲原住民有0人，亞裔美國人有0人，太平洋島裔美國人有0人，其他種族有0人，混血種族則有0人。此外鎮區內有1人為西班牙裔或拉丁裔美國人。此鎮區之年齡中位數為47.3歲，而男性年齡中位數為47.8歲，女性年齡中位數為45.8歲。

## 交通

### 主要公路
- 70號州際公路
- 40號美國國道
- 14號堪薩斯州州道
- 111號堪薩斯州州道
- 156號堪薩斯州州道